# Joaquim Saraiva de Oliveira Baptista
Joaquim Saraiva de Oliveira Baptista foi um político português.

## Biografia
Natural do lugar da Passarela, localidade situada na Freguesia de Lagarinhos, no Concelho de Gouveia, no Distrito da Guarda, era filho de Joaquim Lourenço Borges Saraiva e de sua mulher, descendente de José Lourenço Borges (Passarela, Lagarinhos, Gouveia, 9 de Janeiro de 1777 - ?), Alferes de Milícias da Passarela, e de sua mulher Felizarda de Almeida Saraiva (Lapa, Tourais, Seia, bap. 1 de Maio de 1780 - ?), o qual era irmão de Maria Borges (Passarela, Lagarinhos, Gouveia, 17 de Fevereiro de 1780 - ?), solteira e sem geração, Teresa Borges (Passarela, Lagarinhos, Gouveia, 17 de Janeiro de 1782 - ?), solteira e sem geração, João Lourenço Borges (Passarela, Lagarinhos, Gouveia, 30 de Dezembro de 1783 - ?), Padre, que fez Inquirições de genere em 1798 e escritura de património em 1806 (Arquivo da Universidade de Coimbra, Ordenações Sacerdotais, Caixas 612 e 679) e Ana Borges (Passarela, Lagarinhos, Gouveia, 18 de Março de 1788 - ?), solteira e sem geração, cujos avós paternos foram José Lourenço (Passarela, Lagarinhos, Gouveia, 10 de Dezembro de 1751 - ?) e sua mulher Maria Borges (Passoinhos, Vila Nova do Casal, bap. 3 de Abril de 1745 - ?), descendente dum tio paterno de Brás Garcia de Mascarenhas, que viveram na Passarela "de suas fazendas", e irmão de José Júlio de Oliveira Baptista.
Formou-se em Direito pela Faculdade de Direito da Universidade de Coimbra em 1869 e era Proprietário.
Alinhado com o Partido Progressista, foi eleito Deputado pelos Círculos Eleitorais Uninominais de Pinhel em 1897 e de Gouveia em 1899, prestando juramento respectivamente a 30 de Junho de 1897 e a 23 de Janeiro de 1900.
Fez parte da Comissão Parlamentar de Administração Pública em 1897, 1898 e 1899.
Somente lhe foi recenseada uma intervenção no plenário, a 22 de Junho de 1899, relativa à apresentação dum Projecto de Lei para autorizar a Câmara Municipal de Fornos de Algodres a cobrar um adicional aos impostos para encargos com a Instrução Primária.